# A Natural Born Gambler
A Natural Born Gambler è un cortometraggio muto del 1916 diretto, sceneggiato, prodotto e interpretato da Bert Williams, famoso entertainer del vaudeville e del teatro leggero statunitense.
Fu uno dei due film che Williams diresse nella sua carriera, ambedue prodotti nel 1916 dalla Biograph. L'altro fu Fish.

## Produzione
Il film fu prodotto da Bert Williams per la Biograph Company.

## Distribuzione
Il film - un cortometraggio in una bobina - uscì nelle sale cinematografiche statunitensi il 24 luglio 1916, distribuito dalla General Film Company.
Il cortometraggio venne inserito nel 1975 nel film TV Black Shadows on the Silver Screen, nel 1986 in Ethnic Notions, un documentario di Marlon Riggs e, nel 2004, in uno degli episodi del serial TV Broadway: The American Musical.